# Затворено множество
Затворено множество е множество се нарича, ако неговата разлика е отворено множество. В топологично пространство, затворено множество може да бъде множество, което съдържа всичките си точки на сгъстяване. В пълно метрично пространство, затворено множество е множество, което е затворено от операцията за граница.

## Еквивалентна дефиниция
Едно множество е затворено тогава и само тогава, когато то съдържа всички свои точки на сгъсяване или ако съдържа всички свои граници.

## Свойства
- Всяко сечение на затворени множества също е затворено (дори множествата да са безкрайно много);
- Обединението на крайно много затворени множества е затворено;
- Празното множество е затворено.

Всъщност, за дадено множество X и набор F от подмножества на X, имащо с тези свойства, F би бил набор от затворени множества с уникална топология в X. Множествата, които могат да се построят като обединение на изброимо много затворени множества, се обозначават като Fσ множества. Те не са задължително затворени.